# 전주시의 마천루 목록
대한민국 전북특별자치도 전주시의 마천루 목록이다. 대한민국의 「초고층 및 지하연계 복합건축물 재난관리에 관한 특별법」에 따르면 '초고층 건축물' 이란 층수가 50층 이상 또는 높이가 200m 이상인 건축물을 말한다.

## 마천루 순위
본 목록은 완공되었거나, 상량식을 끝낸 마천루이다.
| 순위 | 이름                                  | 사진 | 위치             | 높이 | 층수 | 완공 연도 | 비고   |
| ---- | ------------------------------------- | ---- | ---------------- | ---- | ---- | --------- | ------ |
| 1    | 포레나 전주에코시티 104동             |      | 덕진구 송천동2가 | 153m | 45층 | 2023년    | [ 1 ]  |
| 2=   | 포레나 전주에코시티 101동             |      | 덕진구 송천동2가 | 150m | 45층 | 2023년    | [ 2 ]  |
| 2=   | 포레나 전주에코시티 103동             |      | 덕진구 송천동2가 | 150m | 45층 | 2023년    | [ 3 ]  |
| 2=   | 전북혁신도시 대방디엠시티 102동       |      | 덕진구 장동      | 150m | 45층 | 2020년    | [ 4 ]  |
| 5=   | 전북혁신도시 대방디엠시티 101동       |      | 덕진구 장동      | 147m | 45층 | 2020년    | [ 5 ]  |
| 5=   | 전북혁신도시 대방디엠시티 103동       |      | 덕진구 장동      | 147m | 45층 | 2020년    | [ 6 ]  |
| 7=   | 전북혁신도시 대방디엠시티 201동       |      | 덕진구 장동      | 141m | 43층 | 2020년    | [ 7 ]  |
| 7=   | 전북혁신도시 대방디엠시티 202동       |      | 덕진구 장동      | 141m | 43층 | 2020년    | [ 8 ]  |
| 7=   | 전북혁신도시 대방디엠시티 203동       |      | 덕진구 장동      | 141m | 43층 | 2020년    | [ 9 ]  |
| 10=  | 서부신시가지 유탑 유블레스 리버 101동 |      | 완산구 효자동3가 | 138m | 45층 | 2022년    | [ 10 ] |
| 10=  | 서부신시가지 유탑 유블레스 리버 102동 |      | 완산구 효자동3가 | 138m | 45층 | 2022년    | [ 11 ] |
| 10=  | 서부신시가지 유탑 유블레스 리버 103동 |      | 완산구 효자동3가 | 138m | 45층 | 2022년    | [ 12 ] |
| 10=  | 서부신시가지 유탑 유블레스 리버 104동 |      | 완산구 효자동3가 | 138m | 45층 | 2022년    | [ 13 ] |
| 14=  | 힐스테이트 효자동 101동               |      | 완산구 효자동3가 | 117m | 42층 | 2017년    | [ 14 ] |
| 14=  | 힐스테이트 효자동 102동               |      | 완산구 효자동3가 | 117m | 42층 | 2017년    | [ 14 ] |
| 16   | 포레나 전주에코시티 102동             |      | 덕진구 송천동2가 | 137m | 41층 | 2023년    | [ 15 ] |
| 17=  | 코오롱스카이타워 101동                |      | 완산구 효자동3가 | 133m | 42층 | 2015년    | [ 16 ] |
| 17=  | 코오롱스카이타워 102동                |      | 완산구 효자동3가 | 133m | 42층 | 2015년    | [ 17 ] |
| 17=  | 코오롱스카이타워 103동                |      | 완산구 효자동3가 | 133m | 42층 | 2015년    | [ 18 ] |
| 17=  | 코오롱스카이타워 104동                |      | 완산구 효자동3가 | 133m | 42층 | 2015년    | [ 19 ] |
| 17=  | 코오롱스카이타워 105동                |      | 완산구 효자동3가 | 133m | 42층 | 2015년    | [ 20 ] |
| 22=  | 서부신시가지 코아루 해피트리 101동    |      | 완산구 효자동3가 | 127m | 39층 | 2018년    | [ 21 ] |
| 22=  | 서부신시가지 코아루 해피트리 102동    |      | 완산구 효자동3가 | 127m | 39층 | 2018년    | [ 22 ] |
| 24=  | 신원아침도시 펜트176 101동            |      | 완산구 효자동3가 | 106m | 33층 | 2015년    | [ 23 ] |
| 24=  | 신원아침도시 펜트176 102동            |      | 완산구 효자동3가 | 106m | 33층 | 2015년    | [ 23 ] |
| 26=  | 전주효자 SK리더스뷰 101동             |      | 완산구 효자동2가 | 103m | 33층 | 2016년    | [ 24 ] |
| 26=  | 전주효자 SK리더스뷰 102동             |      | 완산구 효자동2가 | 103m | 33층 | 2016년    | [ 25 ] |
| 28   | 전북은행빌딩                          |      | 덕진구 금암동    | 100m | 32층 | 1993년    | [ 26 ] |
| 29   | 클래시아 더 스카이 104동              |      | 덕진구 우아동    | 94m  | 30층 | 2021년    | [ 27 ] |
| 30   | 포레나 전주에코시티 105동             |      | 덕진구 송천동2가 | 93m  | 27층 | 2023년    | [ 28 ] |
| 31   | 전북특별자치도청                      |      | 완산구 효자동3가 | 92m  | 18층 | 2005년    | [ 29 ] |
| 32   | 포레나 전주에코시티 106동             |      | 덕진구 송천동2가 | 90m  | 26층 | 2023년    | [ 30 ] |

## 미완공 마천루

### 공사중인 마천루
이 목록은 현재 전북특별자치도 전주시에서 공사가 진행중인 마천루이다.
| 이름                               | 상태   | 위치             | 높이 | 층수 | 완공 예정   | 비고 |
| ---------------------------------- | ------ | ---------------- | ---- | ---- | ----------- | ---- |
| 에코시티 한양수자인 디에스틴 101동 | 공사중 | 덕진구 송천동2가 | 160m | 48층 | 2026년 12월 |      |
| 에코시티 한양수자인 디에스틴 102동 | 공사중 | 덕진구 송천동2가 | 157m | 47층 | 2026년 12월 |      |

### 계획중인 마천루
계획이 있는 전북특별자치도 전주시의 마천루 목록이다.
| 이름                       | 위치             | 높이 | 층수  | 완공 예정 | 비고 |
| -------------------------- | ---------------- | ---- | ----- | --------- | ---- |
| 전주 익스트림 타워         | 완산구 효자동3가 | 470m | 153층 | -         |      |
| 대한방직 롯데캐슬          | 완산구 효자동3가 | 200m | 60층  | 2030년    |      |
| 전북국제금융센터           | 덕진구 만성동    | 140m | 35층  | 2026년    |      |
| 서신 센트레빌 2단지        | 완산구 서신동    | -    | 48층  | -         |      |
| 서신 센트레빌 1단지        | 완산구 서신동    | -    | 45층  | -         |      |
| 효자 파라곤 휴팰리스 101동 | 완산구 효자동1가 | -    | 43층  | -         |      |
| 효자 파라곤 휴팰리스 102동 | 완산구 효자동1가 | -    | 43층  | -         |      |
| 효자 파라곤 휴팰리스 103동 | 완산구 효자동1가 | -    | 35층  | -         |      |

## 같이 보기
- 전주시
- 마천루 목록
- 아시아의 마천루 목록
- 대한민국의 마천루 목록